# Carlo Benedetto Giustiniani, II principe di Bassano
Carlo Benedetto Giustiniani, II principe di Bassano (Roma, 7 novembre 1649 – Bassano Romano, 25 novembre 1679), è stato un nobile italiano.

## Biografia
Carlo Benedetto Giustiniani nacque a Roma il 7 novembre 1649, figlio di Andrea Giustiniani, I principe di Bassano e di sua moglie, Anna Maria Flaminia Pamphili. Per parte di sua madre, era discendente diretta della famiglia di papa Innocenzo X. Il 29 aprile 1672 sposò Caterina (28 gennaio 1651-17 luglio 1723), figlia di Alfonso II Gonzaga, conte di Novellara e di Ricciarda Cybo Malaspina.
Quando suo padre morì nel maggio 1667, Carlo Benedetto venne chiamato a succedergli nei titoli di famiglia e nel possedimento del feudo di Bassano Romano, dove si trasferì con la sua famiglia e continuò l'opera di edificazione e modernizzazione iniziata dal genitore, ma non riuscì comunque a completarla per la sua improvvisa morte, avvenuta il 25 novembre 1679, all'età di trent'anni, lasciando la moglie in attesa del loro settimo figlio. Sarà la moglie a gestire il feudo dopo la sua improvvisa morte nell'attesa della maggiore età del primogenito. A differenza del padre e come tutti gli altri membri successivi della sua famiglia, venne sepolto nella chiesa di San Vincenzo a Bassano Romano.

## Discendenza
Dalla moglie Caterina Gonzaga ebbe sette figli, l'ultimo dei quali nacque postumo:
- Vincenzo (1673-1754), che gli succedette
- Andrea (18 agosto 1674 - 22 dicembre 1741), monsignore
- Giovanni Battista (19 settembre 1675 - 6 novembre 1751)
- Girolamo (17 settembre 1676 - 2 ottobre 1702), sacerdote
- Alessandro (11 novembre 1677 - 11 gennaio 1756), cavaliere gerosolimitano
- Carlo (14 febbraio 1679 - 28 gennaio 1758), cavaliere gerosolimitano
- Alfonso (23 aprile 1680 - luglio 1749)

## Ascendenza
|                                                     |                  |                                     | Genitori                                     |  |  | Nonni |  |  | Bisnonni                                          |  |  | Trisnonni                       |  |
|                                                     |                  |                                     |                                              |  |  |       |  |  | Andreolo Giustiniani de Banca, consignore di Chio |  |  | Bernardino Giustiniani de Banca |  |
|                                                     |                  |                                     |                                              |  |  |       |  |  | Andreolo Giustiniani de Banca, consignore di Chio |  |  | Bernardino Giustiniani de Banca |  |
|                                                     |                  | Maddalena Garibaldi                 |                                              |  |  |       |  |  | Andreolo Giustiniani de Banca, consignore di Chio |  |  |                                 |  |
| Cassano Giustiniani de Banca, patrizio genovese     |                  |                                     |                                              |  |  |       |  |  | Andreolo Giustiniani de Banca, consignore di Chio |  |  |                                 |  |
|                                                     |                  | Luchina Ughetti                     | Cassano Ughetti, patrizio genovese           |  |  |       |  |  |                                                   |  |  |                                 |  |
|                                                     |                  | Luchina Ughetti                     | Cassano Ughetti, patrizio genovese           |  |  |       |  |  |                                                   |  |  |                                 |  |
|                                                     |                  | Luchina Ughetti                     | Chiara Giustiniani de Banca                  |  |  |       |  |  |                                                   |  |  |                                 |  |
| Andrea Giustiniani, I principe di Bassano           |                  | Luchina Ughetti                     |                                              |  |  |       |  |  |                                                   |  |  |                                 |  |
|                                                     |                  | Francesco de Bellis, conte palatino | …                                            |  |  |       |  |  |                                                   |  |  |                                 |  |
|                                                     |                  | Francesco de Bellis, conte palatino | …                                            |  |  |       |  |  |                                                   |  |  |                                 |  |
|                                                     |                  | Francesco de Bellis, conte palatino | …                                            |  |  |       |  |  |                                                   |  |  |                                 |  |
| Caterina de Bellis                                  |                  | Francesco de Bellis, conte palatino |                                              |  |  |       |  |  |                                                   |  |  |                                 |  |
|                                                     |                  | Costanza Papardo                    | …                                            |  |  |       |  |  |                                                   |  |  |                                 |  |
|                                                     |                  | Costanza Papardo                    | …                                            |  |  |       |  |  |                                                   |  |  |                                 |  |
|                                                     |                  | Costanza Papardo                    | …                                            |  |  |       |  |  |                                                   |  |  |                                 |  |
| Carlo Benedetto Giustiniani, II principe di Bassano |                  | Costanza Papardo                    |                                              |  |  |       |  |  |                                                   |  |  |                                 |  |
|                                                     | Camillo Pamphili | Pamphilio Pamphili                  |                                              |  |  |       |  |  |                                                   |  |  |                                 |  |
|                                                     | Camillo Pamphili | Pamphilio Pamphili                  |                                              |  |  |       |  |  |                                                   |  |  |                                 |  |
|                                                     | Camillo Pamphili | Orazia Mattei                       |                                              |  |  |       |  |  |                                                   |  |  |                                 |  |
| Pamphilio Pamphili                                  | Camillo Pamphili |                                     |                                              |  |  |       |  |  |                                                   |  |  |                                 |  |
|                                                     |                  | Flaminia Cancellieri del Bufalo     | Fulvio Cancellieri del Bufalo, nobile romano |  |  |       |  |  |                                                   |  |  |                                 |  |
|                                                     |                  | Flaminia Cancellieri del Bufalo     | Fulvio Cancellieri del Bufalo, nobile romano |  |  |       |  |  |                                                   |  |  |                                 |  |
|                                                     |                  | Flaminia Cancellieri del Bufalo     | Antonia Serlupi                              |  |  |       |  |  |                                                   |  |  |                                 |  |
| Anna Maria Flaminia Pamphili                        |                  | Flaminia Cancellieri del Bufalo     |                                              |  |  |       |  |  |                                                   |  |  |                                 |  |
|                                                     |                  | Sforza Maidalchini                  | Andrea Maidalchini                           |  |  |       |  |  |                                                   |  |  |                                 |  |
|                                                     |                  | Sforza Maidalchini                  | Andrea Maidalchini                           |  |  |       |  |  |                                                   |  |  |                                 |  |
|                                                     |                  | Sforza Maidalchini                  | …                                            |  |  |       |  |  |                                                   |  |  |                                 |  |
| Olimpia Maidalchini                                 |                  | Sforza Maidalchini                  |                                              |  |  |       |  |  |                                                   |  |  |                                 |  |
|                                                     |                  | Vittoria Gualtiero                  | Giulio Gualtiero                             |  |  |       |  |  |                                                   |  |  |                                 |  |
|                                                     |                  | Vittoria Gualtiero                  | Giulio Gualtiero                             |  |  |       |  |  |                                                   |  |  |                                 |  |
|                                                     |                  | Vittoria Gualtiero                  | Giulia Gherardi                              |  |  |       |  |  |                                                   |  |  |                                 |  |
|                                                     |                  | Vittoria Gualtiero                  |                                              |  |  |       |  |  |                                                   |  |  |                                 |  |